# Arkadiusz Niemirski
Arkadiusz Niemirski (ur. 1 października 1962 w Warszawie) – polski powieściopisarz, satyryk i dziennikarz.

## Życiorys
W latach 80. był współzałożycielem „kabaretu i...”, współpracował z Programem III Polskiego Radia oraz kabaretem „Długi”. Pisał artykuły do czasopism „Tylko Rock” i „Teraz Rock”. W roku 1999 zadebiutował w roli kontynuatora przygód Pana Samochodzika powieścią pt. „Skarby wikingów”, tom 1–2. Jego książki charakteryzuje przywiązanie do starych wzorców klasycznej powieści detektywistycznej i sensacyjnej w zderzeniu ze współczesnymi realiami.

## Twórczość literacka

### Powieści z serii „Pan Samochodziki...”:
- Skarby wikingów – tom 1 Na płytkiej wodzie
- Skarby wikingów – tom 2 W objęciach Neptuna
- Arsen Lupin[1]
- Amerykańska przygoda[2]
- Europejska przygoda[3]
- Przemytnicy[4]
- Fałszerze[5]
- Zagadka kaszubskiego rodu[6]
- Krzyż lotaryński[7]
- Stara księga[8][9][10]
- Złoty Bafomet[11][12][13]
- Zakładnicy[14]
- Kradzież w Nieporęcie[15]
- Włamywacze[16]
- Projekt Chronos[17]
- Święty Graal[18]
- Atlantyda[19]

### Twórczość oryginalna:
- Pojedynek detektywów[20][21][22]
- Zbrodnia prawie doskonała[23]
- Poszukiwany Waldemar Obrotny[24]
- Bożek Templariuszy[25]
- Testament Bibliofila[26][27]
- Tajemnica Fabritiusa[28]
- Klątwa Nipkowa[29]

### W przygotowaniu:
- Piąty wagon
- Klepsydra